# Битва при Стонгебру (1598)
Битва при Стонгебру (25 вересня 1598) — між військами герцога Карла Зедерманладського (у майбутньому — короля Швеції Карла IX) та польсько-шведського короля Сигізмунда III.

## Напередодні битви

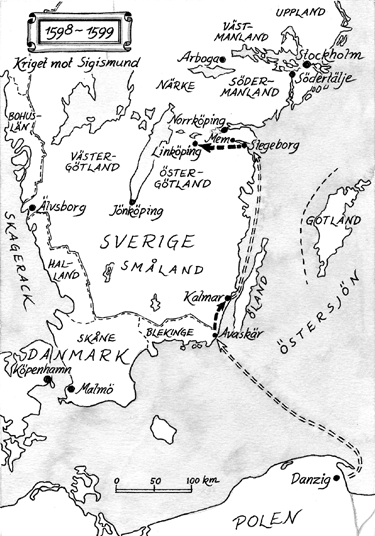
Похід польської армії Сигізмунда в Швецію, 1598

Карл Зедерманландський припадав Сигізмунду III рідним дядьком. Стонгебру — це місцевість на північ від містечка Лінчепінга, де були перекинуті два мости через річку Стонгон. Обидві армії складалася в основному з піхоти із незначними підрозділами кавалерії. З обох сторін брало участь приблизно 15 тисяч вояків.

## Хід битви
Ранковий туман зіграв на руку Карлу, ховаючи від очей супротивника своє пересування. Обидва мости були зайняті військами Сигізмунда, проте Карл, несподівано напавши на Великий стонгебруський міст, вибив загін, який утримував цей міст, після чого герцог зміг направити підкріплення до Малого стонгебруського мосту. Король був розбитий, втративши багато людей, з яких більша частина потонула під час відступу через річку.
Результат цієї битви визначив для Сигізмунда втрату шведської корони.